# Simalio
Simalio es un género de arañas araneomorfas de la familia Clubionidae. Se encuentra en  Asia y las Antillas.

## Lista de especies
Según The World Spider Catalog 12.0:
- Simalio aurobindoi Patel & Reddy, 1991
- Simalio biswasi Majumder & Tikader, 1991
- Simalio castaneiceps Simon, 1906
- Simalio lucorum Simon, 1906
- Simalio percomis Simon, 1906
- Simalio petilus Simon, 1897
- Simalio phaeocephalus Simon, 1906
- Simalio rubidus Simon, 1897